# Château de Saint-Quentin-d'Elle
 (septembre 2021).
Si vous disposez d'ouvrages ou d'articles de référence ou si vous connaissez des sites web de qualité traitant du thème abordé ici, merci de compléter l'article en donnant les références utiles à sa vérifiabilité et en les liant à la section « Notes et références ».
Le château de Saint-Quentin-d'Elle est une demeure du milieu du XVIIIe siècle qui se dresse sur le territoire de l'ancienne commune française de Saint-Quentin-d'Elle dans le département de la Manche, en région Normandie.
Le château est partiellement inscrit aux monuments historiques.

## Localisation
Le château est situé, sur le territoire de l'ancienne commune de Saint-Quentin-d'Elle, à 1,4 km au nord de l'église Saint-Gildard, sur la commune de Bérigny, dans le département français de la Manche.

## Historique

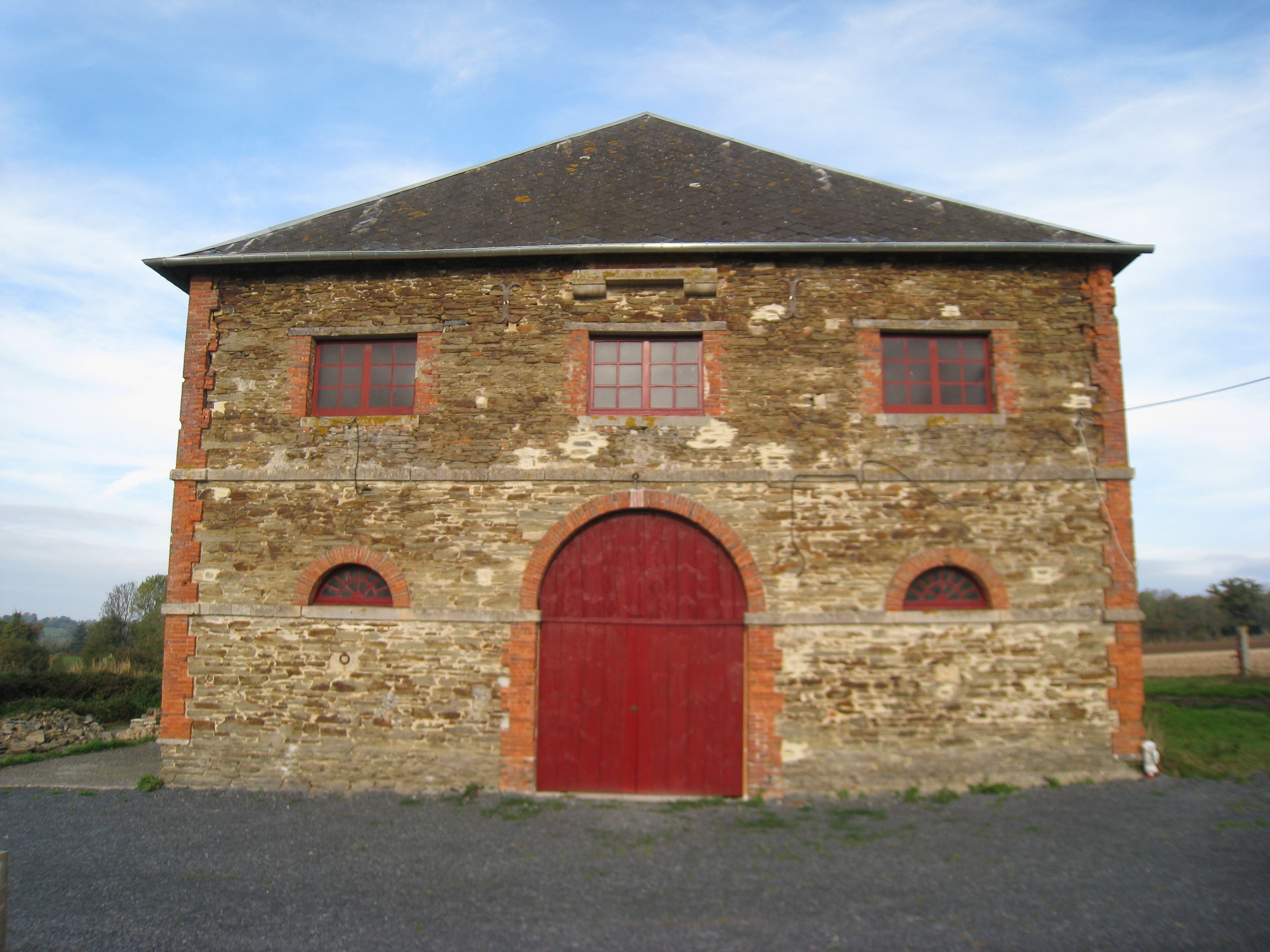
Écurie de Saint-Quentin-d'Elle.

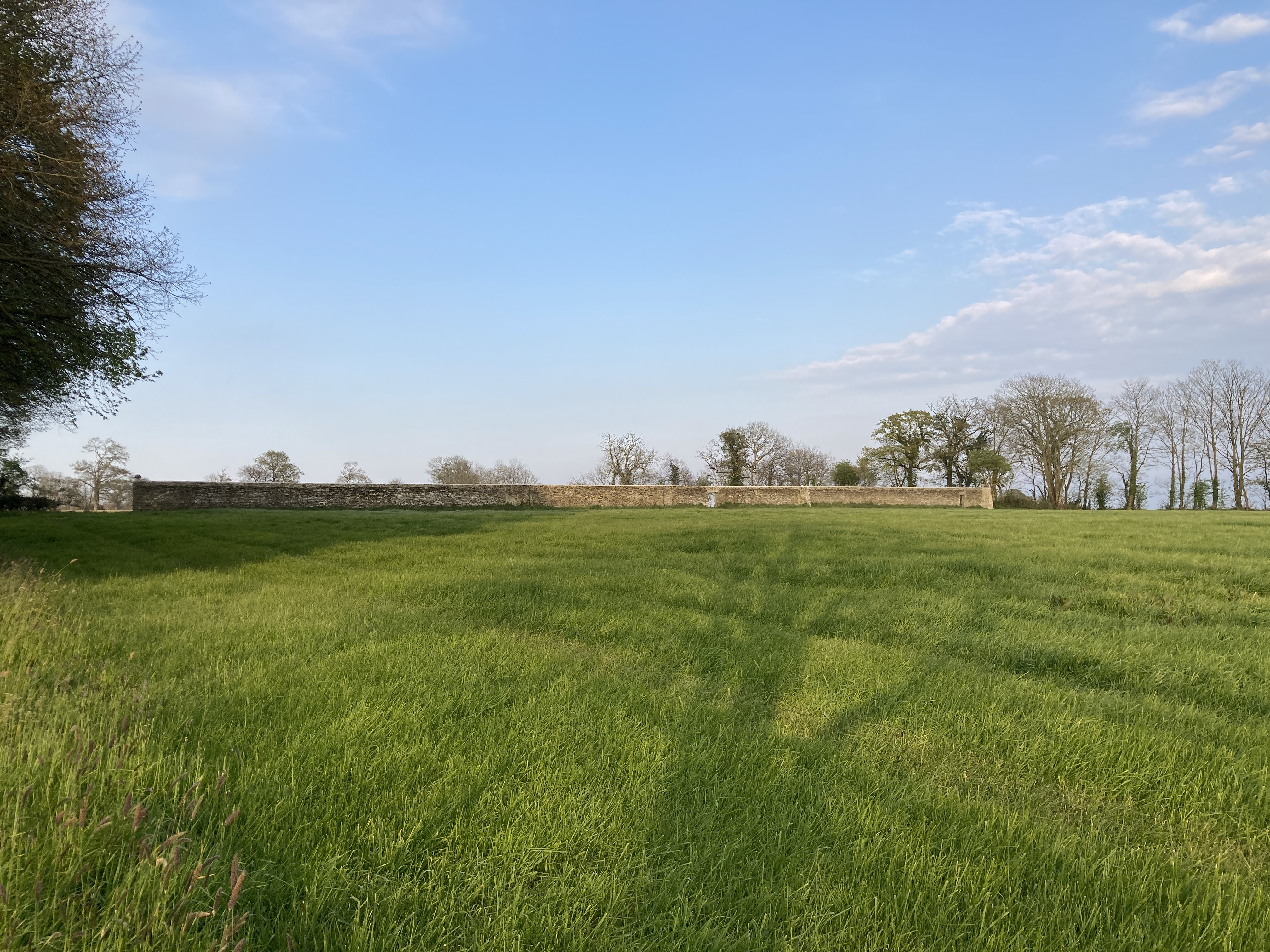
Le mur du potager inabouti.

Le château a été construit au milieu du XVIIIe siècle par la famille Dodin de Saint-Quentin, juste à côté du manoir familial, datant du XVIIe siècle, ainsi que la chapelle, d’origine médiévale. Cette dernière fut l'église paroissiale du village de Saint-Quentin-d'Elle, qui fut rattaché à Bérigny en 1812.

### La famille des Saint-Quentin
L’histoire des différents propriétaires des Saint-Quentin est incomplète, car une partie de ses archives ont disparu.
Pendant mille ans, quatre familles différentes ont porté ce nom.
Le territoire du village a vu naître Hugues de Saint-Quentin au XIe siècle, compagnon de Guillaume le Conquérant à la bataille d'Hastings. Il s'installe au Pays de Galles, où les ruines d'un château de Saint-Quentin existent encore. Sa longue descendance outre-Manche donna une reine au trône d'Angleterre, Catherine Parr, sixième et dernière épouse du roi Henri VIII en 1543. Les Saint-Quentin gallois ont continué leur longue lignée jusqu'au dernier de ses héritiers, qui meurt en 1943
L’histoire de la dernière famille des Saint-Quentin, les Dodin de Saint-Quentin est mieux connue. Celle-ci s'installe sur les terres actuelles du château en 1539. La famille ne s'appelle alors que Dodin, mais obtient le droit de se nommer Saint-Quentin en 1641.
L'un des premiers Dodin de Saint-Quentin est Henri-François, qui sert comme capitaine de dragons dans le régiment de La Reine au cours du XVIIe siècle. C’est Guillaume-Henri de Saint-Quentin (1720-1785) qui fait construire le château peu après son mariage en 1745 avec Louis-Angélique-Victoire Yon de Saint-Hilaire. Son arrière-petit-fils Bernardin, né en 1816 au château, se marie avec Marie-Anne Le Coq de Beausamy en 1846. Ils ont tous les deux neuf enfants, dont cinq fils. Parmi ces derniers, deux meurent en bas âge, deux autres disparaissent jeunes sans avoir pu se marier, et le dernier devient prêtre.
C’est ce dernier, l’abbé Henri-Bon-Marie, qui rachète le château au début du XIXe siècle après la ruine de sa famille avant de le léguer à Marie Delalande, fille de sa sœur ultime héritière de la famille décédée en 1972. La lignée familiale des Saint-Quentin s'éteint alors.

### Le château auXXesiècle
Le château qui fut habité jusqu'à la fin du XIXe siècle, logea des religieuses de Cherbourg, puis les armées allemandes et américaines, et ne garde que des marques de rafales comme seules traces de la Seconde Guerre mondiale.
À l'abandon dans les années 1960 il tombe progressivement en ruines avant d’être racheté en 1974 par un industriel ayant des attaches familiales à Bérigny, Michel Levard. La restauration sera longue, il n'y a plus de porte ni de fenêtres, les planchers sont détruits, la couverture du toit est très abîmée, les cheminées sont effondrées.

## Description
Le château, de style Louis XV, compte plusieurs communs, comme une écurie du XIXe siècle construite pour la chasse à courre, ou l'ancien manoir qui fut l'habitat des familles de Saint-Quentin avant la construction du château actuel.
Dans le domaine même du château, un long mur de cent mètres s'étend sans vraiment de but. Il ne devait à l'origine qu'être le premier d'un rectangle, représenté sur le cadastre napoléonien, comme un immense potager, qui n'a finalement jamais vu le jour.

### La chapelle

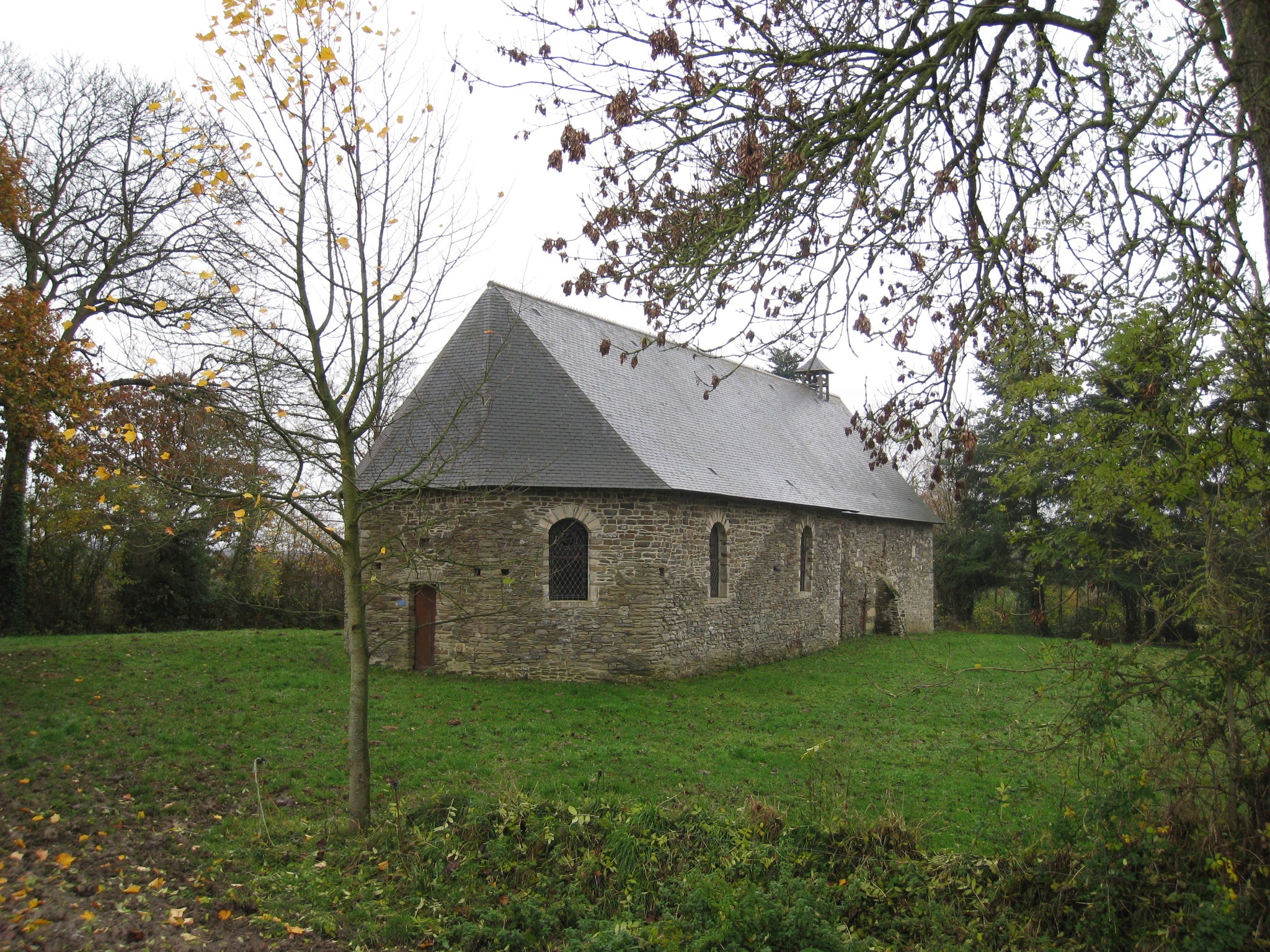
La chapelle de Saint-Quentin-d'Elle, façade orientale.

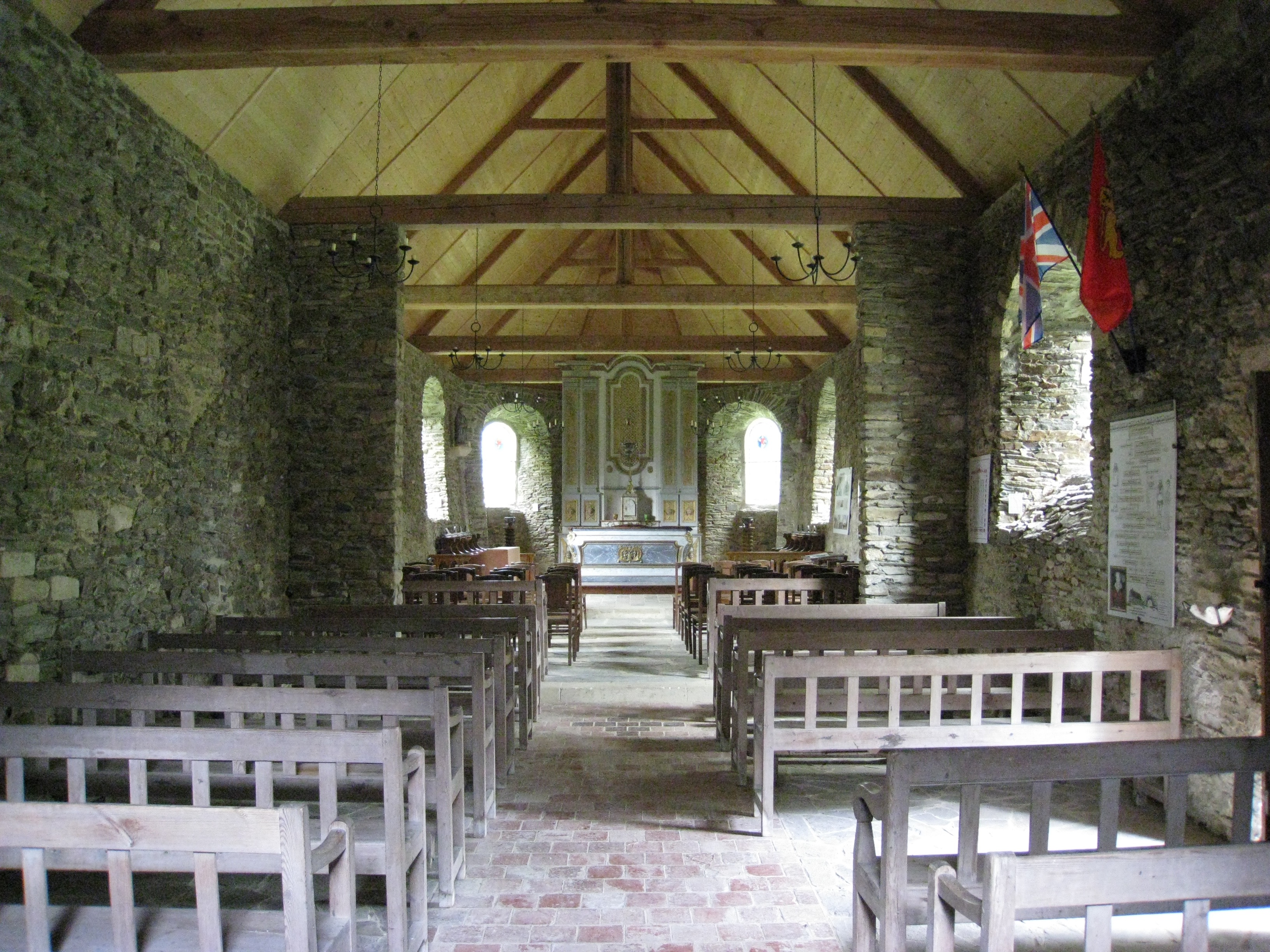
La chapelle de Saint-Quentin-d'Elle, intérieur.

La chapelle transformée en écurie par les Allemands est, quant à elle, tombée en ruines après-guerre. En 1990, il ne reste plus que les murs, en partie effondrés. Un arbre maintient les quelques mètres carrés de toit restés en place. Il faudra plus d'une dizaine d'années pour la restaurer, grâce à la mobilisation locale autour de l'association des amis de la chapelle de Saint-Quentin-d’Elle. Pendant la restauration, des ossements sont retrouvés tout autour comme à l'intérieur de l’édifice. Le cimetière de l'ancienne commune de Salnt-Quentin-d'Elle était ici.
À l'intérieur, trône un vitrail à l’effigie de Saint-Quentin, en clin d’œil à une statue en bois du saint, du XVIIIe siècle, désormais dans l'église de Bérigny. Le martyr chrétien du IIIe siècle a donné son nom à deux villages manchois : Saint-Quentin-sur-le-Homme et Saint-Quentin-d'Elle.

## Protection aux monuments historiques
Au titre des monuments historiques  :
- les façades, les toitures et l'escalier avec rampe en fer forgé sont inscrits par arrêté du 4 mars 1975 ;
- les façades et toitures du vieux manoir et des remises ; la chapelle et le sol de l'ancien cimetière sont inscrits par arrêté du 18 mars 1993.